# Stockton (Utah)
Stockton és una població dels Estats Units a l'estat de Utah. Segons el cens del 2000 tenia 443 habitants.

## Demografia
Segons el cens del 2000, Stockton tenia 443 habitants, 155 habitatges, i 113 famílies. La densitat de població era de 182 habitants per km².
Dels 155 habitatges en un 35,5% hi vivien nens de menys de 18 anys, en un 64,5% hi vivien parelles casades, en un 2,6% dones solteres, i en un 26,5% no eren unitats familiars. En el 23,9% dels habitatges hi vivien persones soles el 9,7% de les quals corresponia a persones de 65 anys o més que vivien soles. El nombre mitjà de persones vivint en cada habitatge era de 2,86 i el nombre mitjà de persones que vivien en cada família era de 3,4.
Per edats la població es repartia de la següent manera: un 27,8% tenia menys de 18 anys, un 12,2% entre 18 i 24, un 23,7% entre 25 i 44, un 23,7% de 45 a 60 i un 12,6% 65 anys o més.
L'edat mediana era de 34 anys. Per cada 100 dones de 18 o més anys hi havia 111,9 homes.
La renda mediana per habitatge era de 40.938 $ i la renda mediana per família de 45.179 $. Els homes tenien una renda mediana de 36.250 $ mentre que les dones 25.000 $. La renda per capita de la població era de 15.894 $. Entorn del 7,2% de les famílies i el 6,6% de la població estaven per davall del llindar de pobresa.

## Poblacions més properes
El següent diagrama mostra les poblacions més properes.